# La (Tarzan)
La è un personaggio immaginario apparso della serie di romanzi del Ciclo di Tarzan scritti da Edgar Rice Burroughs.
La è Regina e Sacerdotessa Suprema di Opar, una città perduta situata nelle profondità della giungla africana e ritratta come una colonia superstite dell'antica Atlantide, in cui ricchezze incredibili si sono accumulate nel corso dei secoli.
La popolazione della città presenta un estremo dimorfismo sessuale causato da una combinazione di eccessiva consanguineità, dall'incrocio con le scimmie e da un abbattimento selettivo della prole. Di conseguenza, le donne sono fisicamente perfette, mentre i maschi sono orribili creature bestiali.
Al suo primo incontro con Tarzan, La se ne innamora, dato che Tarzan è fisicamente perfetto e più attraente rispetto agli uomini di Opar. Tarzan però la respinge, essendo già legato a Jane Porter; questo mette a rischio la sua vita, dato che la religione di Opar giustifica il sacrificio umano, e La lo chiama "Dio Fiammeggiante" in più occasioni. I due si incontrano svariate volte, dato che Tarzan continua a tornare a Opar per aumentare la sua ricchezza personale prelevando tesori dalla città.
Compare in quattro romanzi: Il ritorno di Tarzan (1913), Tarzan e i gioielli di Opar (1916), Tarzan e il leone d'oro (1923) e Tarzan the Invincible (1930). Viene inoltre nominata in Tarzan and the Tarzan Twins (1936). Quest'ultimo volume è cronologicamente ambientato  tra Tarzan e il leone d'oro e Tarzan the Invincible.

## Descrizione

### Il ritorno di Tarzan
Tarzan viene condotto dalla tribù dei Waziri nella città perduta di Opar, da loro saccheggiata in passato per l'oro che usano sui loro ornamenti. Portano via una grande quantità di tesoro, ma i bestiali Opariani catturano Tarzan e lo condannano ad essere sacrificato al loro "Dio fiammeggiante" (il Sole). Tarzan rimane stupito nel vedere che la sacerdotessa che compirà il sacrificio è La, una bella donna che parla la lingua delle scimmie imparata da lui stesso da bambino. La s'innamora di Tarzan, dato ch rispetto agli Opariani maschi è molto più attraente. Quando la cerimonia sacrificale viene fortuitamente interrotta, La nasconde Tarzan e promette di liberarlo, ma lui scappa da solo, trova una camera del tesoro e si riunisce con i Waziri, inseguito da un gruppo di Opariani. In seguito Jane Porter, moglie di Tarzan, cade nelle loro mani e viene portata a Opar come vittima sostitutiva: apprendendo della sua cattura, Tarzan ritorna a Opar in tempo per salvarla dal sacrificio. La è sdegnata dal rifiuto di Tarzan, che preferisce stare con Jane.

### Tarzan e i gioielli di Opar
Tarzan torna a Opar in cerca di altri tesori, avendo subito rovesci finanziari. Tarzan rifiuta nuovamente le avances di La, che cerca di farlo uccidere, ma lui riesce a scappare insieme al sacro pugnale della sacerdotessa. Viene catturato dagli Opariani, ma per la seconda volta La si ritrova incapace di ucciderlo. Cadj, il sommo sacerdote di Opar, la definisce una traditrice, ma Tarzan salva La e convince gli altri sacerdoti a respingere Cadj e tornare con lei a Opar.

### Tarzan e il leone d'oro
Tarzan torna ancora a Opar per ricostituire la sua fortuna, esaurita durante la Prima guerra mondiale, a sostegno dello sforzo bellico alleato. Ancora una volta Tarzan viene catturato, e La viene costretta a sacrificarlo da Cadj e Oah, una sacerdotessa minore che spera di rimpiazzarla. Dopo averlo nuovamente aiutato a scappare, entrambi cadono nelle mani dei Bolgani (gorilla intelligenti) della Valle dei Diamanti, nemici di Opar. Tarzan guida in rivolta gli schiavi nativi dei Bolgani, poi torna a Opar a capo sia degli indigeni che dei gorilla. La torna al potere e Cadj viene ucciso.

### Tarzan and the Tarzan Twins
I seguaci in esilio del defunto Cadj cercano un luogo per continuare ad adorare il Dio Fiammeggiante in modo tradizionale, poiché La ha bandito il sacrificio umano a Opar. Essi prendono quindi prigioniera Gretchen von Harben, una giovane ragazza bianca che chiamano "Kla", che significa "Nuova La", progettando di farne la loro nuova sacerdotessa. Alla fine Gretchen viene salvata da Tarzan e altri, mentre Glum, il capo degli esiliati, e alcuni dei suoi seguaci vengono uccisi. Tarzan ordina ai sopravvissuti di tornare a Opar ed essere fedeli a La.

### Tarzan the Invincible
Le voci sull'esistenza di Opar sono abbastanza diffuse, tanto che una spedizione guidata dai comunisti si dirige lì alla ricerca dell'oro per finanziare un complotto per coinvolgere Francia e Italia in una guerra coloniale. Tarzan, scoprendo la loro presenza e il loro obiettivo, arriva a Opar prima di loro, solo per trovare La scalzata dal suo ruolo di sacerdotessa da Oah, la quale è supportata da Dooth, successore di Cadj. Tarzan libera La e alla fine, dopo varie avventure, lui e i guerrieri Waziri contrastano il complotto comunista e restituiscono a La la sua funzione di sacerdotessa. Oah e Dooth muoiono entrambi.

## Apparizioni in altri media

### Cinema e televisione

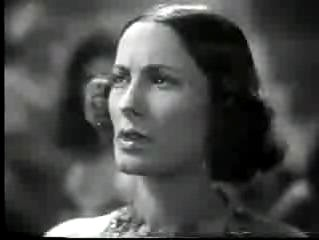
Mademoiselle Kithnou nel serial cinematografico Tarzan the Tiger (1929)

La sua prima apparizione sullo schermo avviene nel film muto in bianco e nero The Adventures of Tarzan (1921) basato sul secondo romanzo del ciclo (Il ritorno di Tarzan), in cui viene interpretata dall'attrice Lillian Worth, affiancata da Elmo Lincoln nei panni di Tarzan.
Nel serial Tarzan the Tiger (1929), che si basa sul quarto romanzo (Tarzan e i gioielli di Opar), La è stata interpretata da Mademoiselle Kithnou, mentre Tarzan da Frank Merrill.
Appare anche in alcuni episodi della serie televisiva Tarzan - La grande avventura (1996-1997), interpretata da Angela Harry.

### Versione Disney

La in una scena del quarto episodio

La compare come antagonista occasionale in tre episodi della serie animata La leggenda di Tarzan (2001-2003), in cui viene doppiata dall'attrice Diahann Carroll. In questa versione, Opar è abitata da uomini-leopardo creati dallo scettro magico di La, allo scopo di servirla.
Nel quarto episodio (La città persa di Opar), La s'innamora di Tarzan e vuole farne il suo compagno, ma dal momento che lui è già innamorato di Jane, ordina agli uomini-leopardo di ucciderla. Jane però sopravvive e Tarzan scopre l'inganno.
La volta successiva in cui lei e Tarzan s'incontrano, nel sedicesimo episodio (La ribellione degli uomini leopardo), il capo degli uomini-leopardo le ruba lo scettro magico e si impossessa del corpo di Jane, che salvano lavorando assieme. Capendo che gli uomini-leopardo desiderano solo essere liberi, Tarzan frantuma lo scettro magico permettendo loro di tornare leopardi normali, mentre La si trasforma in polvere e Opar crolla su sé stessa.
Lo spirito di La sopravvive e, nel ventisettesimo episodio (Il ritorno di La), possiede i corpi di altri personaggi. Possedendo Jane, trova e ricompone i pezzi del suo scettro magico, ripristinando Opar. Inoltre, sempre sotto le spoglie di Jane, viene assistita da uomo d'affari francese, Renard Dumont, che trasforma momentaneamente in un gibbone. Quando Tarzan e il popolo dei Waziri interferiscono, La possiede il corpo del protagonista stesso, ma viene attaccata da una delle sue statue animate, che la costringono a possedere il corpo di un topo, venendo poi catturata con un sacchetto.
Dal momento che questa serie animata è orientata principalmente ai bambini, La non è nuda ma indossa un vestito simile a un bikini, e un top (che espone le braccia e l'ombelico), entrambi realizzati con pelliccia di pantera e decorati con denti di animali, così come i gioielli.